# Robčice (Útušice)
Robčice jsou vesnice, část obce Útušice v okrese Plzeň-jih v Plzeňském kraji. Nachází se asi 1,5 kilometru jihozápadně od Útušic. Je zde evidováno 115 adres. V roce 2011 zde trvale žilo 180 obyvatel.
Robčice leží v katastrálním území Robčice u Štěnovic o rozloze 12,06 km².

## Historie
První písemná zmínka o vesnici pochází z roku 1283.

## Obyvatelstvo
| Rok            | 1869 | 1880 | 1890 | 1900 | 1910 | 1921 | 1930 | 1950 | 1961 | 1970 | 1980 | 1991 | 2001 | 2011 | 2021 |
| -------------- | ---- | ---- | ---- | ---- | ---- | ---- | ---- | ---- | ---- | ---- | ---- | ---- | ---- | ---- | ---- |
| Počet obyvatel | 179  | 238  | 241  | 222  | 244  | 249  | 271  | 157  | 168  | 169  | 146  | 103  | 114  | 180  | 194  |
| Počet domů     | 27   | 32   | 37   | 40   | 45   | 45   | 51   | 54   | 54   | 50   | 45   | 49   | 49   | 68   | 76   |

## Obecní správa
Při sčítání lidu v letech 1850–1959 Robčice byly samostatnou obcí, se kterým patřily nejprve do okresu Stříbro, ale v roce 1950 v okrese Plzeň-okolí. Od roku 1960 jsou částí obce Útušice v okrese Plzeň-jih.

## Galerie

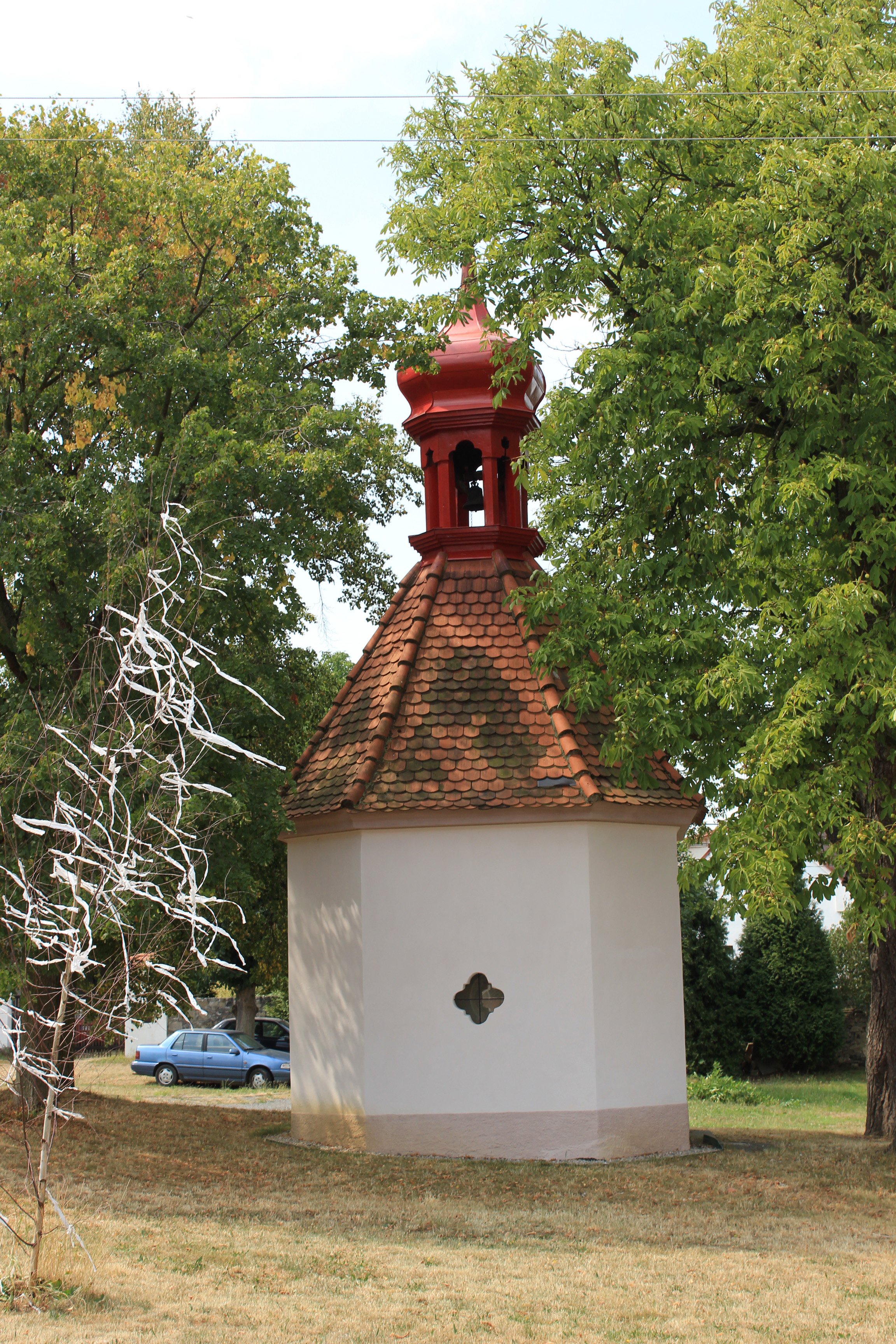
Kaple na návsi
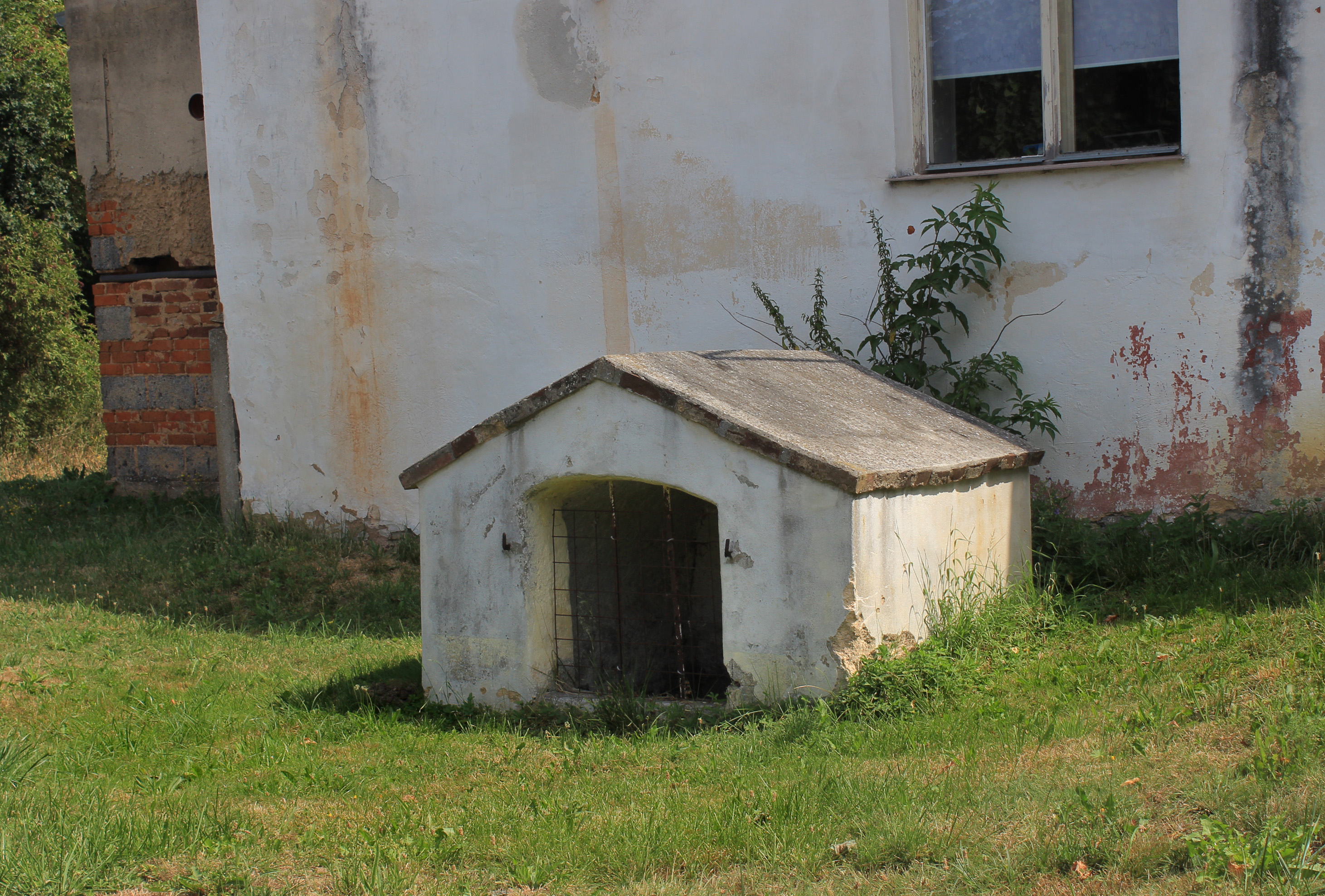
Studánka u domu čp. 17
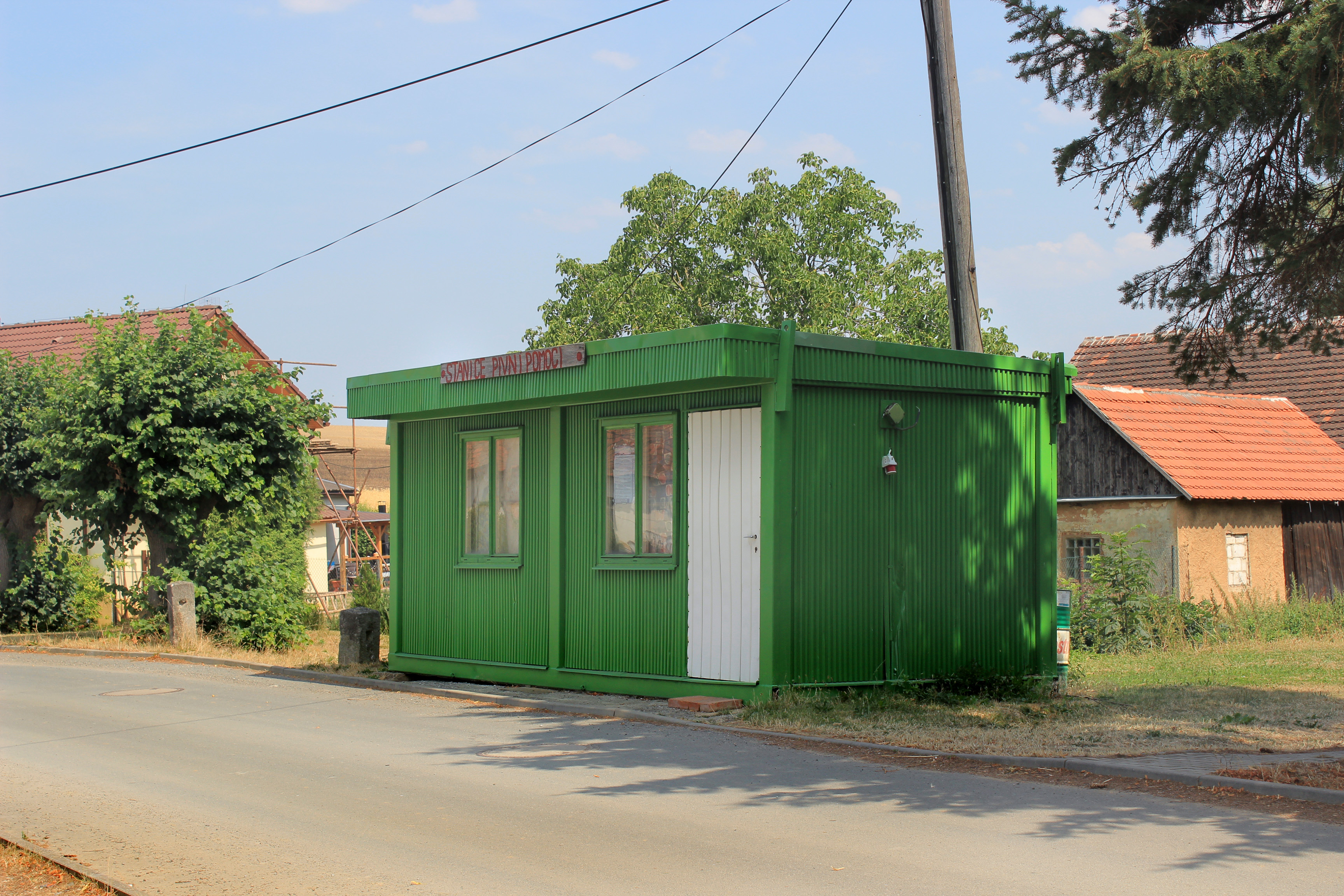
Stanice pivní pomoci